# Новоникольск (Иваново-Мысское сельское поселение)
Новоникольск — упразднённая деревня в Тевризском районе Омской области России. Входила в состав Иваново-Мысского сельского поселения. Исключена из учётных данных в 2008 году.

## География
Деревня находилась у озера старицы, на расстоянии примерно 1,5 километров (по прямой) к северо-западу от деревни Тайчи.

## История
Основана в 1906 г. По данным 1928 года деревня Ново-Никольская состояла из 21 хозяйства. В административном отношении входил в состав Иваново-Мысского сельсовета Тевризского района Тарского округа Сибирского края.

## Население
По данным переписи 1926 года в деревне проживало 129 человек (64 мужчины и 65 женщин), основное население — русские.
Согласно результатам переписи 2002 года, в деревне отсутствовало постоянное население.